# Kalanchoe hauseri
Kalanchoe hauseri là một loài thực vật có hoa trong họ Crassulaceae. Loài này được Werderm. miêu tả khoa học đầu tiên năm 1937.